# Magnojević Srednji
Magnojević Srednji är ett samhälle i Bosnien och Hercegovina.   Det ligger i entiteten Republika Srpska, i den nordöstra delen av landet, 120 km norr om huvudstaden Sarajevo. Magnojević Srednji ligger 115 meter över havet och antalet invånare är 360.
Terrängen runt Magnojević Srednji är platt, och sluttar norrut.Närmaste större samhälle är Brčko, 17,6 km nordväst om Magnojević Srednji. 
Trakten runt Magnojević Srednji består till största delen av jordbruksmark. Runt Magnojević Srednji är det ganska tätbefolkat, med 67 invånare per kvadratkilometer.